# Давач контролю швидкості
Да́тчик контро́лю шви́дкості — датчик, призначений для контролю зупинки або зниження швидкості обертання (руху) різних пристроїв, таких, як конвеєри, транспортери, барабани. Може застосовуватися для виявлення аварійного прослизання стрічки на транспортері.
Датник контролю швидкості є індуктивним датником зі схемою контролю частоти імпульсів дії та бінарним виходом. Контрольований об'єкт, що обертається, безпосередньо або за допомогою сполученого з ним металевого об'єкта впливає на чутливий елемент датника з частотою, пропорційною частоті обертання. При нормальній частоті обертання на виході датника і на навантаженні є напруга. Пасивний вихідний сигнал повідомляє про зниження частоти нижче за допустиму. Необхідне значення контрольованої мінімальної частоти встановлюється за допомогою потенціометра.